# Плодожил-крестоносец
Плодожил-крестоносец (лат. Archarius crux) — жук семейства долгоносиков.

## Распространение
Северо-западные и Центральные районы Европейской части бывшего СССР.

## Описание
Тело чёрное, очень маленькое, длиной 2—2,5 мм. Продольные полоски по бокам переднеспинки, передняя половина шва, поперечная перевязь за серединой надкрылий и несколько пятен у их основания, а также большая часть нижней стороны покрыты белыми волосками. Всё остальное тело покрыто чёрными волосками. Белые пятна на надкрыльях образуют чёткий рисунок в виде креста, откуда жук и получил своё название.

## Биология
Взрослые жуки встречаются ранней весной на ивах (Salix). Личинки развиваются на листьях внутри галлов.